# Bartłomiej Wyszomirski
Bartłomiej Wyszomirski herbu Rawicz – podstarości łomżyński w 1610 roku.